# Biathlon na Zimowych Igrzyskach Olimpijskich 2006 – sprint mężczyzn
Bieg sprinterski mężczyzn podczas Zimowych Igrzyskach Olimpijskich 2006 odbył się 14 lutego w Cesana San Sicario. Była to druga konkurencja mężczyzn podczas igrzysk. Do biegu zostało zgłoszonych 90 zawodników, wszyscy przystąpili do rywalizacji.
Złoty medal zdobył bezbłędny na strzelnicy reprezentant Niemiec Sven Fischer. Srebrny medal przypadł Norwegowi Halvardowi Hanevoldowi, który także nie popełnił żadnego błędu na strzelnicy. Brązowy medal wywalczył inny Norweg – Frode Andresen, który musiał pokonać dodatkowe 150 metrów (1 karna runda).
Po rozegraniu zawodów, 24 kwietnia 2007 roku Komisja Dyscyplinarna Międzynarodowego Komitetu Olimpijskiego wydała decyzję o dyskwalifikacji austriackich zawodników Wolfganga Rottmanna oraz Wolfganga Pernera. Przyczyną dyskwalifikacji było znalezienie w domu jednego z nich m.in. substancji i urządzeń do przetaczania krwi. Wyniki obu zawodników zostały usunięte z oficjalnych wyników zawodów podczas Zimowych Igrzysk Olimpijskich 2006.

## Tło
Zgodnie z system kwalifikacyjnym obowiązującym na Zimowe Igrzyska Olimpijskie 2006, liczba zawodników każdej reprezentacji mogących wziąć udział w konkurencjach biathlonowych ustalona została na podstawie klasyfikacji Pucharu Narodów z ostatnich zawodów przed igrzyskami. W sprincie mężczyzn pierwsze dwadzieścia reprezentacji tej klasyfikacji mogło wystawić maksymalnie czterech zawodników. Pozostałe reprezentacje  mogły wystawić maksymalnie jednego zawodnika. Wybór zawodnika do biegu sprinterskiego leżał w gestii narodowych komitetów olimpijskich, które decydowały również o ilości zawodników, którzy pobiegną w biegu.
Bieg sprinterski mężczyzn na Zimowych Igrzyskach Olimpijskich 2006 w Turynie był siódmą tego rodzaju konkurencją w sezonie 2005/2006. Zawodnicy wcześniej rywalizowali podczas wszystkich zawodów pucharowych. Miało to miejsce w szwedzkim Östersund, austriackim Hochfilzen, słowackim Breznie, niemieckim Oberhofie i Ruhpolding oraz we włoskiej miejscowości Rasen-Antholz. Zwycięzcą pierwszych zawodów był Norweg Stian Eckhoff, która wyprzedził Francuza Raphaëla Poirée i Łotysza Ilmārsa Bricisa. Drugie pucharowe zawody (w Hochfilzen) wygrał także Norweg – Frode Andresen. Drugie miejsce zajął jego rodak Lars Berger, a trzecie Niemiec Sven Fischer. Kilka dni później odbyły się trzecie zawody, w słowackim Breznie. Bieg wygrał niemiecki zawodnik Alexander Wolf. Drugie i trzecie miejsce zajęli także Niemcy, kolejno: Michael Rösch oraz Sven Fischer. 7 stycznia 2006 roku rozegrano zawody w Oberhofie, które wygrał Vincent Defrasne reprezentujący Francję. Kolejne miejsca zajęli: Niemiec Alexander Wolf oraz Rosjanin Maksim Czudow. Tydzień później sprint w Ruhpolding wygrał Frode Andresen. Na drugim miejscu uplasował się Niemiec Michael Rösch, a trzecie miejsce zajął Michael Greis.  Podczas ostatnich zawodów na najwyższym stopniu podium stanął po raz kolejny Frode Andresen. Drugie miejsce wywalczył Ricco Groß. Podium uzupełnił Rosjanin Maksim Czudow.
Mistrzostwo świata w tej konkurencji w 2005 roku oraz mistrzostwo olimpijskie w 2002 roku wywalczył Norweg Ole Einar Bjørndalen. Srebrne medale podczas tych zawodów zdobył Niemiec Sven Fischer. Brązowy medal podczas mistrzostw świata wywalczył Łotysz Ilmārs Bricis. Podczas poprzednich igrzysk brąz wywalczył Wolfgang Perner reprezentujący Austrię.
| data                                                                 | miejscowość                                     | zwycięzca                                       | zwycięzca                                       | drugi                                           | drugi                                           | trzeci                                          | trzeci                                          | źródło                                          |
| data                                                                 | miejscowość                                     | czas                                            | strzelanie                                      | czas                                            | strzelanie                                      | czas                                            | strzelanie                                      | źródło                                          |
| Wyniki biegu sprinterskiego w sezonie 2005/2006                      | Wyniki biegu sprinterskiego w sezonie 2005/2006 | Wyniki biegu sprinterskiego w sezonie 2005/2006 | Wyniki biegu sprinterskiego w sezonie 2005/2006 | Wyniki biegu sprinterskiego w sezonie 2005/2006 | Wyniki biegu sprinterskiego w sezonie 2005/2006 | Wyniki biegu sprinterskiego w sezonie 2005/2006 | Wyniki biegu sprinterskiego w sezonie 2005/2006 | Wyniki biegu sprinterskiego w sezonie 2005/2006 |
| -------------------------------------------------------------------- | ----------------------------------------------- | ----------------------------------------------- | ----------------------------------------------- | ----------------------------------------------- | ----------------------------------------------- | ----------------------------------------------- | ----------------------------------------------- | ----------------------------------------------- |
| 26 listopada                                                         | Östersund                                       | Stian Eckhoff                                   | Stian Eckhoff                                   | Raphaël Poirée                                  | Raphaël Poirée                                  | Ilmārs Bricis                                   | Ilmārs Bricis                                   | [ 4 ]                                           |
| 26 listopada                                                         | Östersund                                       | 23:07,6                                         | 0+0                                             | 23:12,4                                         | 0+0                                             | 23:24,1                                         | 0+0                                             | [ 4 ]                                           |
| 10 grudnia                                                           | Hochfilzen                                      | Frode Andresen                                  | Frode Andresen                                  | Lars Berger                                     | Lars Berger                                     | Sven Fischer                                    | Sven Fischer                                    | [ 5 ]                                           |
| 10 grudnia                                                           | Hochfilzen                                      | 25:08,7                                         | 0+0                                             | 25:23,9                                         | 0+1                                             | 25:42,6                                         | 1+0                                             | [ 5 ]                                           |
| 16 grudnia                                                           | Brezno-Osrblie                                  | Alexander Wolf                                  | Alexander Wolf                                  | Michael Rösch                                   | Michael Rösch                                   | Sven Fischer                                    | Sven Fischer                                    | [ 6 ]                                           |
| 16 grudnia                                                           | Brezno-Osrblie                                  | 26:52,7                                         | 0+0                                             | 26:58,2                                         | 0+0                                             | 27:09,3                                         | 0+1                                             | [ 6 ]                                           |
| 7 stycznia                                                           | Oberhof                                         | Vincent Defrasne                                | Vincent Defrasne                                | Alexander Wolf                                  | Alexander Wolf                                  | Maksim Czudow                                   | Maksim Czudow                                   | [ 7 ]                                           |
| 7 stycznia                                                           | Oberhof                                         | 27:03,7                                         | 0+0                                             | 27:18,4                                         | 0+1                                             | 27:26,2                                         | 0+1                                             | [ 7 ]                                           |
| 14 stycznia                                                          | Ruhpolding                                      | Frode Andresen                                  | Frode Andresen                                  | Michael Rösch                                   | Michael Rösch                                   | Michael Greis                                   | Michael Greis                                   | [ 8 ]                                           |
| 14 stycznia                                                          | Ruhpolding                                      | 25:03,5                                         | 0+1                                             | 25:07,3                                         | 0+0                                             | 25:15,3                                         | 0+1                                             | [ 8 ]                                           |
| 19 stycznia                                                          | Anterselva                                      | Frode Andresen                                  | Frode Andresen                                  | Ricco Groß                                      | Ricco Groß                                      | Maksim Czudow                                   | Maksim Czudow                                   | [ 9 ]                                           |
| 19 stycznia                                                          | Anterselva                                      | 26:11,2                                         | 0+0                                             | 26:45,0                                         | 0+0                                             | 26:50,4                                         | 1+0                                             | [ 9 ]                                           |
| Wyniki biegu sprinterskiego na mistrzostwach świata 2005             |                                                 |                                                 |                                                 |                                                 |                                                 |                                                 |                                                 |                                                 |
| 5 marca                                                              | Hochfilzen                                      | Ole Einar Bjørndalen                            | Ole Einar Bjørndalen                            | Sven Fischer                                    | Sven Fischer                                    | Ilmārs Bricis                                   | Ilmārs Bricis                                   | [ 10 ]                                          |
| 5 marca                                                              | Hochfilzen                                      | 24:37,5                                         | 1+0                                             | 24:48,0                                         | 1+0                                             | 25:01,5                                         | 0+0                                             | [ 10 ]                                          |
| Wyniki biegu sprinterskiego na Zimowych Igrzyskach Olimpijskich 2002 |                                                 |                                                 |                                                 |                                                 |                                                 |                                                 |                                                 |                                                 |
| 13 lutego                                                            | Salt Lake City                                  | Ole Einar Bjørndalen                            | Ole Einar Bjørndalen                            | Sven Fischer                                    | Sven Fischer                                    | Wolfgang Perner                                 | Wolfgang Perner                                 | [ 11 ]                                          |
| 13 lutego                                                            | Salt Lake City                                  | 24:51,3                                         | 0+0                                             | 25:20,2                                         | 0+1                                             | 25:44,4                                         | 0+0                                             | [ 11 ]                                          |

## Przebieg rywalizacji
Opracowano na podstawie materiału źródłowego:
Bieg sprinterski mężczyzn na Zimowych Igrzyskach Olimpijskich 2006 rozpoczął się 14 lutego o godzinie 13:30 czasu środkowoeuropejskiego, a zakończył o 14:45. Do zawodów przystąpiło 90 zawodników. Każdy zawodnik musiał przebiec 9,9 km, na które składały się trzy okrążenia po 3300 metrów. Po pierwszej rundzie odbywało się strzelanie w pozycji leżącej, zaś po drugim okrążeniu strzelanie w pozycji stojącej. Po każdym nietrafionym strzale zawodnik musiała pokonać dodatkowe 150 metrów.

### Pierwsze okrążenie
Po pierwszym okrążeniu prowadził Frode Andresen, który miał 0,6 sekundy przewagi nad Svenem Fischerem. Na trzecim miejscu znajdował się Vincent Defrasne. Na pierwszym strzelaniu 29 zawodników nie popełniło żadnego błędu. Najgorzej strzelalał Jay Hakkinen, który musiał przebiec 5 rund karnych.
Pierwszych dziesięciu zawodników po pierwszym strzelaniu:
| Lp. | Zawodnik         | Reprezentacja | Czas   | Strata  | Liczba pudeł |
| --- | ---------------- | ------------- | ------ | ------- | ------------ |
| 1.  | Frode Andresen   | Norwegia      | 9:07,7 |         | 0            |
| 2.  | Sven Fischer     | Niemcy        | 9:08,3 | +0,6 s  | 0            |
| 3.  | Vincent Defrasne | Francja       | 9:10,0 | +2,3 s  | 0            |
| 4.  | Alexander Wolf   | Niemcy        | 9:10,7 | +3,0 s  | 0            |
| 5.  | Halvard Hanevold | Norwegia      | 9:14,1 | +6,4 s  | 0            |
| 6.  | Wolfgang Perner  | Austria       | 9:15,0 | +7,3 s  | 0            |
| 6.  | Zhang Chengye    | Chiny         | 9:15,9 | +8,2 s  | 0            |
| 7.  | Ricco Groß       | Niemcy        | 9:17,0 | +9,3 s  | 0            |
| 8.  | Maksim Czudow    | Rosja         | 9:18,9 | +11,2 s | 0            |
| 9.  | Zdeněk Vítek     | Czechy        | 9:20,9 | +13,2 s | 0            |
| 10. | Björn Ferry      | Szwecja       | 9:21,0 | +13,3 s | 0            |

### Drugie okrążenie
Po drugim strzelaniu na prowadzeniu był Sven Fischer, który posiadał 8,3 sekundy przewagi nad Halvardem Hanevoldem. Na trzecią pozycję spadł Frode Andresen. Na drugim strzelaniu, w pozycji stojącej, 26 zawodników nie popełniło błędu. Łącznie 11 zawodników nie spudłowało ani razu.
Pierwszych dziesięciu zawodników po drugim strzelaniu:
| Lp. | Zawodnik         | Reprezentacja | Czas    | Strata  | Liczba pudeł |
| --- | ---------------- | ------------- | ------- | ------- | ------------ |
| 1.  | Sven Fischer     | Niemcy        | 18:12,8 |         | 0+0          |
| 2.  | Halvard Hanevold | Norwegia      | 18:21,1 | +8,3 s  | 0+0          |
| 3.  | Frode Andresen   | Norwegia      | 18:29,7 | +16,9 s | 0+1          |
| 4.  | Ricco Groß       | Niemcy        | 18:33,4 | +20,6 s | 0+0          |
| 5.  | Maksim Czudow    | Rosja         | 18:38,8 | +26,0 s | 0+0          |
| 6.  | Iwan Czeriezow   | Rosja         | 18:40,9 | +28,1 s | 0+0          |
| 7.  | Vincent Defrasne | Francja       | 18:42,8 | +30,0 s | 0+1          |
| 8.  | Wolfgang Perner  | Austria       | 18:43,0 | +30,2 s | 0+1          |
| 8.  | Raphaël Poirée   | Francja       | 18:49,4 | +36,6 s | 1+0          |
| 9.  | Mattias Nilsson  | Szwecja       | 18:56,7 | +43,9 s | 0+0          |
| 10. | Zdeněk Vítek     | Czechy        | 19:07,6 | +54,8 s | 0+1          |

### Trzecie okrążenie
Po drugim strzelaniu zawodnicy mieli jeszcze do pokonania 3,3 km.  Do mety pierwszy dobiegł prowadzący do tej pory Sven Fischer, który zdobył złoto olimpijskie. Niemiec wyprzedził Norwegów Halvarda Hanevolda i Frode Andresena. Na 4. pozycji dobiegł Vincent Defrasne, który na tym okrążeniu wyprzedził trzech rywali. Kolejne pozycje zajęli Iwan Czeriezow, Ricco Groß oraz Mattias Nilsson.

### Dodatkowe informacje
Podczas pierwszego strzelania najszybciej strzelali Vincent Defrasne (bezbłędnie) oraz Ole Einar Bjørndalen (1 pudło), którzy wykonali je w czasie 25 sekund. Z uwzględnieniem wbiegu na strzelnicę, samego strzelania, wygiegu oraz pokonania ewentualnej rundy karnej, najlepszy czas miał Vincent Defrasne, który potrzebował na to 51,4 sekundy. Drugie strzelanie najszybciej, w czasie 24 sekund,  wykonali Jay Hakkinen (1 niecelny strzał) i ponownie Ole Einar Bjørndalen (2 błędne strzały). Najszybciej wszystkie czynności wymagające dobiegnięcia, strzelania, wybiegnięcia ze stanowiska oraz pokonania ewentualnej rundy karnej w czasie 50,5 sekundy wykonał Sven Fischer. Sumując czasy obu strzelań, najszybciej 10 strzałów oddał Ole Einar Bjørndalen, który przy tym oddał 3 niecelne strzały. Najmniej czasu podczas pobytu na strzelnicy (1:47,7 min) stracił Sven Fischer.
Najszybciej trasę biegu pokonał Frode Andresen, który w tym zestawieniu wyprzedził Svena Fischera o 5,5 sekundy.
Pierwsze okrążenie
| Lp. | Czas biegu                     | 1. strzelanie                                | 1. pobyt na strzelnicy      |
| --- | ------------------------------ | -------------------------------------------- | --------------------------- |
| 1.  | Christoph Sumann (8 min 5,2 s) | Vincent Defrasne Ole Einar Bjørndalen (25 s) | Vincent Defrasne (51,4 s)   |
| 2.  | Frode Andresen (8 min 10,1 s)  |                                              | Wjaczesław Derkacz (52,4 s) |
| 3.  | Sven Fischer (8 min 11,1 s)    | Wjaczesław Derkacz (26 s)                    | David Leoni (53,2 s)        |

Drugie okrążenie
| Lp. | Czas biegu                         | 2. strzelanie                                          | 2. pobyt na strzelnicy   |
| --- | ---------------------------------- | ------------------------------------------------------ | ------------------------ |
| 1.  | Zhang Chengye (8 min 4,8 s)        | Jay Hakkinen Ole Einar Bjørndalen (24 s)               | Sven Fischer (50,5 s)    |
| 2.  | Frode Andresen (8 min 6,7 s)       |                                                        | Ferréol Cannard (54,0 s) |
| 3.  | Ole Einar Bjørndalen (8 min 7,4 s) | Frode Andresen Vincent Defrasne Matjaž Poklukar (25 s) | Kyōji Suga (54,1 s)      |

Trzecie okrążenie
| Lp. | Czas biegu                      |
| --- | ------------------------------- |
| 1.  | Halvard Hanevold (7 min 58,7 s) |
| 2.  | Sven Fischer (7 min 58,8 s)     |
| 3.  | Frode Andresen (8 min 1,6 s)    |

Cały bieg
| Lp. | Czas biegu                       | Strzelania                  | Pobyt na strzelnicy            |
| --- | -------------------------------- | --------------------------- | ------------------------------ |
| 1.  | Frode Andresen (24 min 18,4 s)   | Ole Einar Bjørndalen (49 s) | Sven Fischer (1 min 47,7 s)    |
| 2.  | Sven Fischer (24 min 23,9 s)     | Vincent Defrasne (50 s)     | Ricco Groß (1 min 50,5 s)      |
| 3.  | Halvard Hanevold (24 min 25,1 s) | Matjaž Poklukar (53 s)      | Mattias Nilsson (1 min 53,4 s) |

## Wyniki
Opracowano na podstawie materiału źródłowego:
| Pozycja | Bib | Zawodnik                | Reprezentacja            | Strzelanie | Czas    | Strata  |
| ------- | --- | ----------------------- | ------------------------ | ---------- | ------- | ------- |
| 01 !    | 25  | Sven Fischer            | Niemcy                   | 0 (0+0)    | 26:11,6 | —       |
| 02 !    | 15  | Halvard Hanevold        | Norwegia                 | 0 (0+0)    | 26:19,8 | +8,2    |
| 03 !    | 10  | Frode Andresen          | Norwegia                 | 1 (0+1)    | 26:31,3 | +19,7   |
| 4.      | 13  | Vincent Defrasne        | Francja                  | 1 (0+1)    | 26:54,2 | +42,6   |
| 5.      | 35  | Iwan Czeriezow          | Rosja                    | 0 (0+0)    | 27:09,0 | +57,4   |
| 6.      | 38  | Ricco Groß              | Niemcy                   | 0 (0+0)    | 27:15,1 | +1:03,5 |
| 7.      | 74  | Mattias Nilsson         | Szwecja                  | 0 (0+0)    | 27:18,5 | +1:06,9 |
| 8.      | 31  | Raphaël Poirée          | Francja                  | 1 (1+0)    | 27:19,0 | +1:07,4 |
| 9.      | 14  | Maksim Czudow           | Rosja                    | 0 (0+0)    | 27:20,5 | +1:08,9 |
| 10.     | 47  | Zdeněk Vítek            | Czechy                   | 1 (0+1)    | 27:24,4 | +1:12,8 |
| 11.     | 39  | Ole Einar Bjørndalen    | Norwegia                 | 3 (1+2)    | 27:25,5 | +1:13,9 |
| 12.     | 8   | Ilmārs Bricis           | Łotwa                    | 1 (1+0)    | 27:26,9 | +1:15,3 |
| 13.     | 56  | Björn Ferry             | Szwecja                  | 2 (0+2)    | 27:31,1 | +1:19,5 |
| 14.     | 19  | Alexander Wolf          | Niemcy                   | 2 (0+2)    | 27:34,5 | +1:22,9 |
| 15.     | 24  | Christoph Sumann        | Austria                  | 2 (1+1)    | 27:42,3 | +1:30,7 |
| 16.     | 37  | Stian Eckhoff           | Norwegia                 | 2 (1+1)    | 27:48,0 | +1:36,4 |
| 17.     | 32  | Zhang Chengye           | Chińska Republika Ludowa | 3 (0+3)    | 27:50,9 | +1:39,3 |
| 18.     | 33  | Julien Robert           | Francja                  | 0 (0+0)    | 27:54,1 | +1:42,5 |
| 19.     | 63  | Tomasz Sikora           | Polska                   | 2 (1+1)    | 27:54,3 | +1:42,7 |
| 20.     | 21  | Witalij Rudenczyk       | Bułgaria                 | 1 (0+1)    | 27:59,1 | +1:47,5 |
| 21.     | 1   | Nikołaj Krugłow         | Rosja                    | 1 (1+0)    | 28:05,2 | +1:53,6 |
| 22.     | 72  | Wilfried Pallhuber      | Włochy                   | 1 (1+0)    | 28:05,6 | +1:54,0 |
| 23.     | 6   | Siergiej Czepikow       | Rosja                    | 1 (1+0)    | 28:08,1 | +1:56,5 |
| 24.     | 86  | Rustam Waliullin        | Białoruś                 | 2 (1+1)    | 28:08,4 | +1:56,8 |
| 25.     | 64  | Wiesław Ziemianin       | Polska                   | 0 (0+0)    | 28:10,1 | +1:58,5 |
| 26.     | 59  | Christian De Lorenzi    | Włochy                   | 2 (1+1)    | 28:14,5 | +2:02,9 |
| 27.     | 28  | Andrij Deryzemla        | Ukraina                  | 2 (1+1)    | 28:15,2 | +2:03,6 |
| 28.     | 57  | Oleg Ryżenkow           | Białoruś                 | 1 (0+1)    | 28:15,9 | +2:04,3 |
| 29.     | 45  | Pavol Hurajt            | Słowacja                 | 1 (0+1)    | 28:17,8 | +2:06,2 |
| 30.     | 16  | Siarhiej Nowikau        | Białoruś                 | 1 (1+0)    | 28:18,5 | +2:06,9 |
| 31.     | 55  | Ferréol Cannard         | Francja                  | 1 (1+0)    | 28:19,7 | +2:08,1 |
| 32.     | 82  | Ondřej Moravec          | Czechy                   | 1 (1+0)    | 28:20,3 | +2:08,7 |
| 33.     | 40  | Michael Greis           | Niemcy                   | 3 (2+1)    | 28:22,9 | +2:11,3 |
| 34.     | 46  | Ołeksandr Biłanenko     | Ukraina                  | 0 (0+0)    | 28:26,6 | +2:15,0 |
| 35.     | 50  | Tim Burke               | Stany Zjednoczone        | 3 (1+2)    | 28:27,8 | +2:16,2 |
| 36.     | 36  | Janez Marič             | Słowenia                 | 3 (2+1)    | 28:28,6 | +2:17,0 |
| 37.     | 89  | David Ekholm            | Szwecja                  | 2 (2+0)    | 28:33,3 | +2:21,7 |
| 38.     | 7   | Hidenori Isa            | Japonia                  | 1 (1+0)    | 28:37,1 | +2:25,5 |
| 39.     | 3   | Rene Laurent Vuillermoz | Włochy                   | 4 (1+3)    | 28:46,7 | +2:35,1 |
| 40.     | 44  | Indrek Tobreluts        | Estonia                  | 1 (1+0)    | 28:47,5 | +2:35,9 |
| 41.     | 54  | David Leoni             | Kanada                   | 1 (0+1)    | 28:50,4 | +2:38,8 |
| 42.     | 20  | Roman Dostál            | Czechy                   | 3 (1+2)    | 28:50,6 | +2:39,0 |
| 43.     | 2   | Matthias Simmen         | Szwajcaria               | 3 (2+1)    | 28:56,3 | +2:44,7 |
| 44.     | 80  | Rusłan Łysenko          | Ukraina                  | 2 (1+1)    | 28:56,6 | +2:45,0 |
| 45.     | 17  | Paavo Puurunen          | Finlandia                | 2 (1+1)    | 28:57,3 | +2:45,7 |
| 46.     | 77  | Lowell Bailey           | Stany Zjednoczone        | 3 (1+2)    | 29:02,0 | +2:50,4 |
| 47.     | 68  | Tatsumi Kasahara        | Japonia                  | 1 (0+1)    | 29:07,0 | +2:55,4 |
| 48.     | 52  | Jānis Bērziņš           | Łotwa                    | 1 (0+1)    | 29:09,9 | +2:58,3 |
| 49.     | 71  | Raivis Zīmelis          | Łotwa                    | 2 (1+1)    | 29:11,4 | +2:59,8 |
| 50.     | 73  | Robin Clegg             | Kanada                   | 3 (1+2)    | 29:12,4 | +3:00,8 |
| 51.     | 69  | Miroslav Matiaško       | Słowacja                 | 2 (1+1)    | 29:13,0 | +3:01,4 |
| 52.     | 65  | Ludwig Gredler          | Austria                  | 4 (3+1)    | 29:17,6 | +3:06,0 |
| 53.     | 41  | Carl Johan Bergman      | Szwecja                  | 0 (0+0)    | 29:21,5 | +3:09,9 |
| 54.     | 88  | Kristaps Lībietis       | Łotwa                    | 0 (0+0)    | 29:21,9 | +3:10,3 |
| 55.     | 70  | Michal Šlesingr         | Czechy                   | 3 (1+2)    | 29:22,9 | +3:11,3 |
| 56.     | 5   | Aleksandr Czerwiakow    | Kazachstan               | 2 (0+2)    | 29:27,1 | +3:15,5 |
| 57.     | 83  | Matej Kazár             | Słowacja                 | 1 (0+1)    | 29:29,4 | +3:17,8 |
| 58.     | 58  | Roland Lessing          | Estonia                  | 2 (1+1)    | 29:30,7 | +3:19,1 |
| 59.     | 9   | Jean-Philippe Leguellec | Kanada                   | 2 (1+1)    | 29:32,3 | +3:20,7 |
| 60.     | 85  | Jeremy Teela            | Stany Zjednoczone        | 4 (2+2)    | 29:32,7 | +3:21,1 |
| 61.     | 66  | Władimir Draczow        | Białoruś                 | 3 (2+1)    | 29:48,3 | +3:36,7 |
| 62.     | 82  | Daisuke Ebisawa         | Japonia                  | 3 (1+2)    | 29:49,7 | +3:38,1 |
| 63.     | 62  | Matjaž Poklukar         | Słowenia                 | 3 (1+2)    | 30:00,6 | +3:49,0 |
| 64.     | 60  | Michał Piecha           | Polska                   | 2 (1+1)    | 30:01,6 | +3:50,0 |
| 65.     | 53  | Simon Hallenbarter      | Szwajcaria               | 5 (4+1)    | 30:05,7 | +3:54,1 |
| 66.     | 78  | Sergio Bonaldi          | Włochy                   | 3 (2+1)    | 30:06,7 | +3:55,1 |
| 67.     | 79  | Grzegorz Bodziana       | Polska                   | 1 (0+1)    | 30:08,4 | +3:56,8 |
| 68.     | 76  | Janez Ožbolt            | Słowenia                 | 2 (1+1)    | 30:08,8 | +3:57,2 |
| 69.     | 90  | Klemen Bauer            | Słowenia                 | 2 (0+2)    | 30:09,3 | +3:57,7 |
| 70.     | 49  | Kyōji Suga              | Japonia                  | 2 (2+0)    | 30:10,6 | +3:59,0 |
| 71.     | 22  | Marek Matiaško          | Słowacja                 | 6 (3+3)    | 30:11,0 | +3:59,4 |
| 72.     | 75  | Wjaczesław Derkacz      | Ukraina                  | 2 (0+2)    | 30:15,8 | +4:04,2 |
| 73.     | 67  | Dimitri Borovik         | Estonia                  | 4 (2+2)    | 30:31,6 | +4:20,0 |
| 74.     | 26  | Imre Tagscherer         | Węgry                    | 3 (1+2)    | 30:38,1 | +4:26,5 |
| 75.     | 84  | Janno Prants            | Estonia                  | 2 (1+1)    | 30:41,0 | +4:29,4 |
| 76.     | 51  | Marian Blaj             | Rumunia                  | 4 (4+0)    | 30:44,4 | +4:32,8 |
| 77.     | 61  | Tom Clemens             | Wielka Brytania          | 4 (2+2)    | 31:05,0 | +4:53,4 |
| 78.     | 11  | Jay Hakkinen            | Stany Zjednoczone        | 6 (5+1)    | 31:22,2 | +5:10,6 |
| 79.     | 43  | Park Yun-bae            | Korea Południowa         | 3 (3+0)    | 31:29,5 | +5:17,9 |
| 80.     | 34  | Cameron Morton          | Australia                | 4 (2+2)    | 32:07,4 | +5:55,8 |
| 81.     | 18  | Mihail Gribușencov      | Mołdawia                 | 2 (1+1)    | 32:17,6 | +6:06,0 |
| 82.     | 29  | Luis Alberto Hernando   | Hiszpania                | 4 (1+3)    | 32:26,0 | +6:14,4 |
| 83.     | 42  | Stawros Christoforidis  | Grecja                   | 3 (1+2)    | 32:48,3 | +6:36,7 |
| 84.     | 4   | Miro Ćosić              | Bośnia i Hercegowina     | 3 (1+3)    | 32:56,1 | +6:44,5 |
| 85.     | 27  | Aleksandar Milenković   | Serbia i Czarnogóra      | 6 (1+5)    | 33:17,7 | +7:06,1 |
| 86.     | 30  | Sebastián Beltrame      | Argentyna                | 5 (2+3)    | 33:32,4 | +7:20,8 |
| 87.     | 23  | Marco Zúñiga            | Chile                    | 1 (1+0)    | 33:38,1 | +7:26,5 |
| 88.     | 12  | Karolis Zlatkauskas     | Litwa                    | 4 (2+2)    | 34:33,8 | +8:22,2 |
| DSQ     | 48  | Wolfgang Rottmann       | Austria                  | 3 (1+2)    | DSQ     | DSQ     |
| DSQ     | 87  | Wolfgang Perner         | Austria                  | 1 (0+1)    | DSQ     | DSQ     |

## Po zawodach
Opracowano na podstawie materiałów źródłowych:
Pierwszych dwudziestu zawodników klasyfikacji generalnej Pucharu Świata po zawodach:
| Pozycja | Zawodnik             | Reprezentacja | Punkty | Strata | Zmiana |
| ------- | -------------------- | ------------- | ------ | ------ | ------ |
| 1.      | Raphaël Poirée       | Francja       | 443    | –      |        |
| 2.      | Sven Fischer         | Niemcy        | 431    | +22    |        |
| 3.      | Michael Greis        | Niemcy        | 379    | +64    |        |
| 4.      | Michael Rösch        | Niemcy        | 376    | +67    |        |
| 5.      | Ole Einar Bjørndalen | Norwegia      | 365    | +78    |        |
| 6.      | Halvard Hanevold     | Norwegia      | 349    | +94    |        |
| 7.      | Frode Andresen       | Norwegia      | 339    | +104   | 1      |
| 8.      | Alexander Wolf       | Niemcy        | 314    | +129   | 1      |
| 9.      | Iwan Czeriezow       | Rosja         | 310    | +133   | 1      |
| 10.     | Maksim Czudow        | Rosja         | 304    | +139   | 1      |
| 11.     | Vincent Defrasne     | Francja       | 303    | +140   | 1      |
| 12.     | Ricco Groß           | Niemcy        | 298    | +145   | 1      |
| 13.     | Siergiej Czepikow    | Rosja         | 280    | +163   | 2      |
| 14.     | Tomasz Sikora        | Polska        | 266    | +177   |        |
| 15.     | Stian Eckhoff        | Norwegia      | 257    | +186   |        |
| 16.     | Nikołaj Krugłow      | Rosja         | 229    | +214   | 1      |
| 17.     | Pawieł Rostowcew     | Rosja         | 225    | +218   | 1      |
| 18.     | Ilmārs Bricis        | Łotwa         | 215    | +228   |        |
| 19.     | Björn Ferry          | Szwecja       | 176    | +267   | 2      |
| 20.     | Ołeksij Ajdarow      | Białoruś      | 169    | +274   | 1      |

Pierwszych dwudziestu zawodników klasyfikacji biegu sprinterskiego Pucharu Świata po zawodach:
| Pozycja | Zawodnik             | Reprezentacja | Punkty | Strata | Zmiana |
| ------- | -------------------- | ------------- | ------ | ------ | ------ |
| 1.      | Frode Andresen       | Norwegia      | 193    | –      | 1      |
| 2.      | Sven Fischer         | Niemcy        | 184    | +9     | 4      |
| 3.      | Alexander Wolf       | Niemcy        | 163    | +30    |        |
| 4.      | Raphaël Poirée       | Francja       | 163    | +30    | 1      |
| 5.      | Michael Greis        | Niemcy        | 161    | +32    | 4      |
| 6.      | Halvard Hanevold     | Norwegia      | 156    | +37    | 6      |
| 7.      | Vincent Defrasne     | Francja       | 153    | +40    | 2      |
| 8.      | Maksim Czudow        | Rosja         | 153    | +40    | 1      |
| 9.      | Michael Rösch        | Niemcy        | 147    | +46    | 4      |
| 10.     | Ole Einar Bjørndalen | Norwegia      | 136    | +57    |        |
| 11.     | Tomasz Sikora        | Polska        | 136    | +57    | 3      |
| 12.     | Iwan Czeriezow       | Rosja         | 135    | +58    | 3      |
| 13.     | Stian Eckhoff        | Norwegia      | 127    | +66    | 2      |
| 14.     | Ricco Groß           | Niemcy        | 126    | +67    | 4      |
| 15.     | Nikołaj Krugłow      | Rosja         | 111    | +82    | 1      |
| 16.     | Emil Hegle Svendsen  | Norwegia      | 108    | +85    | 3      |
| 17.     | Ilmārs Bricis        | Łotwa         | 107    | +86    | 2      |
| 18.     | Siergiej Czepikow    | Rosja         | 102    | +91    | 1      |
| 19.     | Pawieł Rostowcew     | Rosja         | 97     | +96    | 3      |
| 20.     | Christoph Sumann     | Austria       | 77     | +116   | 5      |